# Сент Винсент и Гренадини на Олимпијским играма
Сент Винсент и Гренадини је први пут учествовао на Летњим олимпијским играма 1976. у Сеулу и од тада је стални учесник Летњих игара. Спортисти Светог Винсента и Гренадина никада нису учествовали на Зимским олимпијским играма, нити су освајали медаље на олимпијским играма.

## Медаље

### Освојене медаље на ЛОИ
| Учешће и освојене медаље Светог Винсента и Гренадина на ЛОИ |

| ЛОИ                  | Носилац заставе    | Учешће | Муш. | Жене | спорт. | Злато | Сребро | Бронза | Укупно | Ранг |
| -------------------- | ------------------ | ------ | ---- | ---- | ------ | ----- | ------ | ------ | ------ | ---- |
| 1988. Сеул           |                    | 6      | 5    | 1    | 1      | 0     | 0      | 0      | 0      | -    |
| 1992. Барселона      |                    | 6      | 4    | 2    | 1      | 0     | 0      | 0      | 0      | -    |
| 1996. Атланта        | Eswort Coombs      | 8      | 7    | 1    | 1      | 0     | 0      | 0      | 0      | —    |
| 2000. Сиднеј         | Pamenos Ballantyne | 4      | 2    | 2    | 2      | 0     | 0      | 0      | 0      | -    |
| 2004. Атина          | Natasha Mayers     | 3      | 2    | 1    | 2      | 0     | 0      | 0      | 0      | -    |
| 2008. Пекинг         | Kineke Alexander   | 2      | 1    | 1    | 1      | 0     | 0      | 0      | 0      |      |
| 2012. Лондон         | Кинеке Александар  | 3      | 1    | 1    | 2      | 0     | 0      | 0      | 0      |      |
| 2016. Рио де Жанеиро | Кинеке Александар  | 4      | 2    | 2    | 2      | 0     | 0      | 0      | 0      |      |

## Занимљивости
- Најмлађи учесник: Мајкл Вилијамс, 17 година и 116 дана Сеул 1988. атлетика
- Најстарији учесник: Lenford O'Garro, 27 година и 68 дана Барселона 1992. атлетика
- Највише медаља: -
- Прва медаља: -
- Прво злато: -
- Најбољи пласман на ЛОИ: -
- Најбољи пласман на ЗОИ: -